# Giovanni Schiavo
Giovanni Schiavo (1903 - 1967), est un prêtre catholique italien de la Société de Saint-Joseph, missionnaire au Brésil, et vénéré comme bienheureux par l'Église catholique.

## Biographie
Giovanni Schiavo naît a Sant’Urbano, hameau de Montecchio Maggiore, dans la province de Vicence, le 8 juillet 1903. Après avoir étudié au séminaire de la Société de Saint-Joseph, fondée par saint Leonardo Murialdo, il demande d'être admis comme religieux. Il est accueilli par le père Eugenio Reffo, successeur du père Murialdo. Après avoir fait sa profession religieuse le 28 août 1919, il est ordonné prêtre le 10 juillet 1927. Giovanni Schiavo exerça quatre ans d'apostolat en Italie, avant d'être envoyé au Brésil. Il exerça son ministère dans différentes communautés, comme enseignant, maître des novices, prêtre de paroisse, confesseur et supérieur provincial de 1946 à 1955. 
Le champ d'apostolat dans lequel Giovanni Schiavo se distingua fut celui de la direction et de la formation spirituelle. Il exerça pendant de nombreuses années le poste d'aumônier de communautés religieuses, en particulier des sœurs murialdines. C'est lui d'ailleurs qui avait implanté la branche féminine de la Société Saint-Joseph au Brésil, en 1954, et la développa et la conduit avec beaucoup d'énergie jusqu'à sa mort. 
Il mourut dans la maladie le 27 janvier 1967 à Caxias do Sul. Lorsque la nouvelle se répandit, on entendit dire : « le saint est mort! »

## Béatification et canonisation
Le 1er décembre 2016, le pape François a reconnu comme authentique un miracle obtenu par l'intercession de Giovanni Schiavo et a signé le décret de béatification. La date de la célébration est prévue le 28 octobre 2017 à Caxias do Sul et sera célébrée par le cardinal Angelo Amato, préfet de la Congrégation pour les causes des saints.
Ses restes mortels reposent dans le cimetière des Sœurs murialdines de Fazenda Souza.